# 칸나다 문자
칸나다 문자(칸나다어: ಕನ್ನಡ ಲಿಪಿ)는 브라흐미 문자계열의 아부기다이다.

## 같이 보기
- 브라흐미계 문자
- 칸나다어